# 黒羽町
黒羽町（くろばねまち）は、栃木県北東部に位置し、那須郡に属していた町である。
旧大田原市への通勤率は15.9%（平成12年国勢調査）。2005年（平成17年）10月1日、隣接する湯津上村とともに大田原市へ編入された。
江戸時代、松尾芭蕉が奥の細道の旅中14日もの間滞在し数々の句を残したことから「芭蕉の里」と呼ばれることもある。

## 地理
- 河川：那珂川、松葉川

## 歴史
戦国・江戸期は黒羽藩大関氏の所領であり、藩庁の黒羽陣屋（黒羽城）が置かれていた。
- 明治期以降
  - 1889年4月1日 - 町村制施行により黒羽町、川西町（かわにしまち）、須賀川村（すかがわむら）、両郷村（りょうごうむら）の2町2村が発足。
  - 1955年2月11日 - 黒羽町・川西町・須賀川村・両郷村が合併し、新しい黒羽町となる。
  - 1977年3月15日 - 八塩地内から御亭山にかけて山火事が発生800ha以上が延焼し、住民2000人が避難[1]。
  - 1992年7月1日 - 大田原市と境界変更。同日、那須郡湯津上村と境界変更。
  - 1995年12月1日 - 大田原市と境界変更。
  - 2002年1月1日 - 大田原市と境界変更。
  - 2005年10月1日 - 大田原市に編入合併し、廃止。

## 経済
農業
『大日本篤農家名鑑』によれば、黒羽町の篤農家は「飯島三郎、田代利祐、松本徳太郎、斎藤倉治、川島倉之助、小山忠綠、川股金次郎、増田新七、五味淵鐡次郎、鹿子畑明詰、佐藤萬壽三、屋代鶴松、磯龍太郎、浄法寺三夫、松本六六、倉井金次郎、鈴木兼太郎、秋庭為松、渋井兼廣、小室馬之助、安田六之助」などである。
地主
増田新七は栃木県の大地主である。

## 行政
- 町長：斎藤典男（閉町時）

## 地域

### 教育

#### 高等学校
- 栃木県立黒羽高等学校

#### 中学校
（すべて現・大田原市立）
- 黒羽町立黒羽中学校
- 黒羽町立川西中学校
- 黒羽町立須賀川中学校
- 黒羽町立両郷中学校

#### 小学校
（すべて現・大田原市立）
- 黒羽町立黒羽小学校
- 黒羽町立片田小学校
- 黒羽町立川西小学校
- 黒羽町立寒井小学校
- 黒羽町立須賀川小学校
- 黒羽町立須佐木小学校
- 黒羽町立蜂巣小学校
- 黒羽町立両郷中央小学校

## 交通

### 鉄道
- 東野鉄道（1968年廃止）
  - 黒羽駅

### 道路
- 一般国道
  - 国道294号
  - 国道461号
- 県道（主要地方道）
  - 茨城県道・栃木県道13号大子黒羽線
  - 栃木県道27号那須黒羽茂木線
  - 栃木県道34号黒磯黒羽線

### バス
- 東野交通
  - 西那須野駅(東口) - 大田原 - 国際医療福祉大学 - 黒羽 他
- 大田原市営バス
  - 西那須野駅(東口) - 大田原 -中田原- 黒羽車庫（黒羽出張所）
- 黒羽町営バス（現・大田原市営）
  - 那須塩原駅 - 練貫 - 黒羽刑務所 - 蜂巣 - 黒羽 - 湯津上 - なかがわ水遊園 他

## 名所・旧跡・観光スポット・祭事・催事
- 八溝県立自然公園
- 芭蕉の館
- 大雄寺
- 雲巌寺
- 黒羽城址公園

## 出身有名人

### 経済人
- 増田新七（呉服商、栃木県多額納税者、黒羽商業銀行、那須商業銀行各頭取）[4]
- 増田寿郎（朝日新聞社常務取締役） - 増田新七の二男[4]。

### 芸能人
- 大島美幸（お笑いトリオ森三中）
- 益子卓郎（漫才コンビU字工事）
- 嶋均三（タレント、栃木県方言作家）
- 清水孝宏（フォークシンガー）

### スポーツ選手
- 春日竜功隠（大相撲） - 東京都江東区生まれ。
- 北勝力英樹（大相撲）
- 福田雅一（プロレスラー）